# Xestia homochroma
Xestia homochroma är en fjärilsart som beskrevs av George Francis Hampson 1903. Xestia homochroma ingår i släktet Xestia och familjen nattflyn. Inga underarter finns listade i Catalogue of Life.